# Fernando de Almeida (bispo)
D. Fernando de Almeida (1467-1500), bispo de Ceuta, com papel decisivo nas negociações que culminaram no Tratado de Tordesilhas.
Filho do 1.º conde de Abrantes, Lopo de Almeida, foi bispo de Ceuta desde 1493, embaixador régio em Roma e do Papa em França, tendo tido promessas de vir a ser cardeal, da parte de Luís XII, por quem foi nomeado bispo de Nevers em 1499.
Proferiu no Vaticano, presencialmente, em 1493, uma oração de obediência solene ao Papa Alexandre VI, por parte do rei D. Manuel I de Portugal, em elegante latim neoclássico. A impressão causada com a sua presença terá sido grande pois a partir desta data exercerá a função de núncio apostólico.
Tinha excelentes relações com a família Bórgia na qual casa iria morrer.
O mestre Diogo Lopes Rebelo dedica-lhe a sua última obra "De assertionibus catholicis Apostoli Pauli", de 1497.